# البحث عن المتاعب (فلم)
البحث عن المتاعب هو فيلم مصري عرض عام 1975، بطولة عادل إمام وناهد شريف وصفاء أبو السعود ومحمود المليجي، ومن إخراج محمود فريد.

## قصة الفيلم
يعمل شعبان (عادل إمام) مصوراُ في إحدى المجلات، يتفق معه المجرم الخطير نابليون (محمود المليجي) على التقاط عدد من الصور لمنافسه إبراهيم وعصابته وهم يسرقون خزانة إحدى الشركات مقابل مبلغ من المال، ينجح في مهمته. يساوم إبراهيم على الحصول على نصف المبلغ فيوافق، ينجح نابليون في الإيقاع به ويعذبه لاستعادة النقود. تبلغ خطيبته رجال الشرطة ويقبضون على العصابتين. يسلم شعبان نصيبه من النقود المسروقة للشرطة.

## طاقم التمثيل
- عادل إمام: (شعبان)
- ناهد شريف: (شوشيت)
- صفاء أبو السعود: (فريسكا)
- محمود المليجي: (إبراهيم أدهم - نابليون)
- توفيق الدقن: (رئيس التحرير)
- زوزو شكيب: (مدام ليلى)
- صلاح نظمي: (رئيس العصابة)
- مظهر أبو النجا: (الشبوكشي)
- محمود شكوكو: (ضيف شرف)
- شفيق جلال: (مطرب الاستعراض)
- زكريا موافي: (مغاوري - من العصابة)
- حسين عيسى: (دقشومة - من العصابة)
- حمدي يوسف: (ضابط)
- يوسف حسين
- نورا فريد: (من أفراد العصابة)
- صابر يوسف
- عزت عبد الجواد
- يوسف منصور
- عواطف تكلا
- عادل الشناوي
- سيد إبراهيم: (عم غندور أفندي)
- سامية محسن
- علية علي
- الطوخي توفيق: (خبير الخزائن)
- محمد فريد: (شعبان - الجرسون)
- عواطف رمضان
- مصطفى الطوخي: (من أفراد العصابة)

## فريق العمل
- إخراج: محمود فريد
- تأليف: بهجت قمر
- مدير التصوير: محمود نصر
- مونتاج: حسين أحمد
- إنتاج: أفلام جمال الليثي
- توزيع: أفلام جمال الليثي

## وصلات خارجية
- مقالات تستعمل روابط فنية بلا صلة مع ويكي بيانات